# Pachycarpus plicatus
Pachycarpus plicatus är en oleanderväxtart som beskrevs av Nicholas Edward Brown. Pachycarpus plicatus ingår i släktet Pachycarpus och familjen oleanderväxter. Inga underarter finns listade i Catalogue of Life.